# Apotheosis
Az Apotheosis a Bornholm nevű magyar black metal zenekar ötödik nagylemeze, melyet 2021. november 5-én jelentetett meg a Napalm Records.

## Lemezfelvétel
A hangszeres részek rögzítése 2019 tavaszán zajlott a SuperSize Stúdióban, ismételten Scheer "Max" Viktor hangmérnökkel. A lemez keverése egy hosszabb kreatív szünet és kiegészítő felvételek után történt 2020 márciusában, ugyancsak a SuperSize-ban.
A masterelést Maor Appelbaum végezte 2021 januárjában, aki többek között a Mayhem, Abbath, Cynic, Sepultura, Sabaton vagy a Dokken lemezein is dolgozott.
A "Black Shining Cloaks" című dalban Mike Wead (King Diamond, Mercyful Fate) vendégszerepel

## Kiadás
Az "Apotheosis" 2021. november 5-én jelent meg a Napalm Records által digipack CD-n, vinylen és digitális formátumban. Az előzetes kislemez dalok az "I Am War God", "Spiritual Warfare" és a "Black Shining Cloaks" digitális formátumban jelennek meg.
A lemezborító Sallai Péter (Sahsnot) munkája.

## Videóklip
Hivatalos videóklip az "I Am War God" és a "Black Shining Cloaks" dalokhoz készül, a "Spiritual Warfare" szöveges videóval érhető el.

## Az album dalai
| #   | Cím                               | Szerző(k)  | Hossz |
| --- | --------------------------------- | ---------- | ----- |
| 1.  | I Divine                          | Sahsnot    | 01:16 |
| 2.  | My Evangelium                     | Sahsnot, D | 06:01 |
| 3.  | Sky Serpents                      | Sahsnot, D | 06:50 |
| 4.  | The Key to the Shaft of the Abyss | Sahsnot    | 01:44 |
| 5.  | Black Shining Cloaks              | Sahsnot, D | 05:25 |
| 6.  | Spiritual Warfare                 | Sahsnot, D | 04:49 |
| 7.  | Darkened Grove                    | Sahsnot, D | 07:01 |
| 8.  | To the Fallen                     | Sahsnot, D | 06:53 |
| 9.  | I Am War God                      | Sahsnot, D | 04:55 |
| 10. | Apotheosis                        | Sahsnot, D | 05:26 |
| 11. | Enthronement                      | Sahsnot    | 02:07 |

## Közreműködők
Bornholm
- Sahsnot – ének, gitárok, basszusgitár, billentyűs hangszerek
- D – dobok

Egyéb közreműködők
- Mike Wead – gitár (a "Black Shining Cloaks" című dalban)
- Deák Tamás (Melkor) – háttérvokál
- Mészáros Balázs – háttérvokál
- Lédeczi Zsolt – háttérvokál

Produkció
- Scheer "Max" Viktor – felvétel, keverés
- Maor Appelbaum – mastering

## További információ
- BORNHOLM Official Warsite[halott link]
- Napalm Records Label Website